# Episteme darocana
Episteme darocana är en fjärilsart som beskrevs av Druce 1894. Episteme darocana ingår i släktet Episteme och familjen nattflyn. Inga underarter finns listade i Catalogue of Life.